# Albuca amoena
Albuca amoena là một loài thực vật có hoa trong họ Măng tây. Loài này được (Batt.) J.C.Manning & Goldblatt mô tả khoa học đầu tiên năm 2009.